# Funció G-Barnes
En matemàtiques, la funció G-Barnes, normalment escrit G(z), és una funció especial que constitueix una extensió a un domini complex de la seqüència de nombres enters superfactorials. Fins als factors elementals, és un cas especial de la funció gamma doble.
Es relaciona amb la funció Gamma, la funció K i la constant de Glaisher-Kinkelin. Posteriorment va ser nomenada en honor del matemàtic Ernest William Barnes (1874-1953).
Formalment, la funció G-Barnes es defineix en la següent forma del producte de Weierstrass:
{\displaystyle G(1+z)=(2\pi )^{z/2}{\text{exp}}\left(-{\frac {z+z^{2}(1+\gamma )}{2}}\right)\,\prod _{k=1}^{\infty }\left\{\left(1+{\frac {z}{k}}\right)^{k}{\text{exp}}\left({\frac {z^{2}}{2k}}-z\right)\right\}}
on {\displaystyle \,\gamma \,} és la constant d'Euler-Mascheroni, exp (x)= ex, i ∏ és el producte.

## Equacions funcionals i arguments enters
La funció G-Barnes satisfà l'equació funcional
{\displaystyle G(z+1)=\Gamma (z)\,G(z)}
amb normalització G (1) = 1.
L'equació funcional implica que G té els següents valors en arguments enters:
{\displaystyle G(n)={\begin{cases}0&{\text{if }}n=-1,-2,\dots \\\prod _{i=0}^{n-2}i!&{\text{if }}n=0,1,2,\dots \end{cases}}}
(en particular, {\displaystyle \,G(0)=G(1)=1\,}) i per tant
{\displaystyle G(n)={\frac {(\Gamma (n))^{n-1}}{K(n)}}}
on {\displaystyle \,\Gamma (x)\,} denota la funció gamma, i K denota la funció K.
L'equació funcional defineix de forma exclusiva la funció G-Barnes si és afegida la condició de convexitat: {\displaystyle (\forall x\geq 1)\,{\frac {\mathrm {d} ^{3}}{\mathrm {d} x^{3}}}\log(G(x))\geq 0}.

## Fórmula de reflexió 1.0
L'equació de diferència per a la funció G-Barnes, en conjunció amb l'equació funcional per a la funció gamma, pot ser utilitzada per a obtenir la següent fórmula de reflexió per a la funció de G-Barnes (originalment proporcionada per Hermann Kinkelin):
{\displaystyle \log G(1-z)=\log G(1+z)-z\log 2\pi +\int _{0}^{z}\pi x\cot \pi x\,dx.}
La integral logaritme-tangent del costat dret pot ser avaluada per parts en termes de la funció de Clausen (d'ordre 2), com es mostra a continuació:
{\displaystyle 2\pi \log \left({\frac {G(1-z)}{G(1+z)}}\right)=2\pi z\log \left({\frac {\sin \pi z}{\pi }}\right)+{\text{Cl}}_{2}(2\pi z)}
La prova d'aquest resultat depèn de la següent avaluació de la integral cotangent: la introducció de la notació {\displaystyle \,Lc(z)\,} per a la integral logaritme-tangent, i utilitzant {\displaystyle \,(d/dx)\log(\sin \pi x)=\pi \cot \pi x\,}, s'obté la següent integració per parts:
{\displaystyle {\begin{aligned}Lc(z)&=\int _{0}^{z}\pi x\cot \pi x\,dx\\&=z\log(\sin \pi z)-\int _{0}^{z}\log(\sin \pi x)\,dx\\&=z\log(\sin \pi z)-\int _{0}^{z}{\Bigg [}\log(2\sin \pi x)-\log 2{\Bigg ]}\,dx\\&=z\log(2\sin \pi z)-\int _{0}^{z}\log(2\sin \pi x)\,dx.\end{aligned}}}
Substituint {\displaystyle \,y=2\pi x\Rightarrow dx=dy/(2\pi )\,} en la integral dona
{\displaystyle z\log(2\sin \pi z)-{\frac {1}{2\pi }}\int _{0}^{2\pi z}\log \left(2\sin {\frac {y}{2}}\right)\,dy.}
La funció Clausen (d'ordre 2) té la representació integral
{\displaystyle {\text{Cl}}_{2}(\theta )=-\int _{0}^{\theta }\log {\Bigg |}2\sin {\frac {x}{2}}{\Bigg |}\,dx.}
No obstant això, dins de l'interval {\displaystyle \,0<\theta <2\pi \,}, el signe de valor absolut de l'integrant es pot ometre, ja que el valor de la integral de la funció «mig-sinus» és estrictament positiva i diferent de zero. Comparant aquesta definició amb el resultat anterior per l'integral logaritme-tangent, es manté clarament la següent relació:
{\displaystyle Lc(z)=z\log(2\sin \pi z)+{\frac {1}{2\pi }}\,{\text{Cl}}_{2}(2\pi z).}
Per tant, després d'una lleugera reordenació dels termes, la verificació està completa:
{\displaystyle 2\pi \log \left({\frac {G(1-z)}{G(1+z)}}\right)=2\pi z\log \left({\frac {\sin \pi z}{\pi }}\right)+{\text{Cl}}_{2}(2\pi z)\,.\,\Box }
Usant la relació {\displaystyle \,G(1+z)=\Gamma (z)\,G(z)\,} i dividint la fórmula de reflexió per un factor de {\displaystyle \,2\pi \,} dona la forma equivalent:
{\displaystyle \log \left({\frac {G(1-z)}{G(z)}}\right)=z\log \left({\frac {\sin \pi z}{\pi }}\right)+\log \Gamma (z)+{\frac {1}{2\pi }}{\text{Cl}}_{2}(2\pi z)}

## Fórmula de reflexió 2.0
Reemplaçant z per (1/2) − z'' en la fórmula de reflexió anterior dona, després d'una certa simplificació, la fórmula equivalent que es mostra a continuació (que implica als polinomis de Bernoulli):
{\displaystyle \log \left({\frac {G\left({\frac {1}{2}}+z\right)}{G\left({\frac {1}{2}}-z\right)}}\right)=}
{\displaystyle \log \Gamma \left({\frac {1}{2}}-z\right)+B_{1}(z)\log 2\pi -{\frac {1}{2}}\log 2+\pi \int _{0}^{z}B_{1}(x)\tan \pi x\,dx}

## Ampliació de la sèrie de Taylor
Pel teorema de Taylor, i tenint en compte les derivades logarítmiques de la funció G-Barnes, es pot obtenir la següent ampliació de la sèrie:
{\displaystyle \log G(1+z)={\frac {z}{2}}\log 2\pi -\left({\frac {z+(1+\gamma )z^{2}}{2}}\right)+\sum _{k=2}^{\infty }(-1)^{k}{\frac {\zeta (k)}{k+1}}z^{k+1}.}
Això és vàlid per a {\displaystyle \,0<z<1\,}. Aquí, {\displaystyle \,\zeta (x)\,} és la funció zeta de Riemann:
{\displaystyle \zeta (s)=\sum _{n=1}^{\infty }{\frac {1}{n^{s}}}.}
Exponenciant banda i banda de l'ampliació de Taylor dona:
{\displaystyle {\begin{aligned}G(1+z)&=\exp \left[{\frac {z}{2}}\log 2\pi -\left({\frac {z+(1+\gamma )z^{2}}{2}}\right)+\sum _{k=2}^{\infty }(-1)^{k}{\frac {\zeta (k)}{k+1}}z^{k+1}\right]\\&=(2\pi )^{z/2}\exp \left[-{\frac {z+(1+\gamma )z^{2}}{2}}\right]\exp \left[\sum _{k=2}^{\infty }(-1)^{k}{\frac {\zeta (k)}{k+1}}z^{k+1}\right].\end{aligned}}}
Comparant això amb la forma del producte de Weierstrass de la funció G-Barnes, dona la següent relació:
{\displaystyle \exp \left[\sum _{k=2}^{\infty }(-1)^{k}{\frac {\zeta (k)}{k+1}}z^{k+1}\right]=\prod _{k=1}^{\infty }\left\{\left(1+{\frac {z}{k}}\right)^{k}{\text{exp}}\left({\frac {z^{2}}{2k}}-z\right)\right\}}
Per a {\displaystyle |z|<1} té la següent ampliació de Taylor:
{\displaystyle \ln G(1+z)={\frac {1}{2}}\left(\ln(2\pi )-1\right)-(1-\gamma ){\frac {z^{2}}{2}}+\sum _{n=3}^{\infty }(-1)^{n-1}\zeta (n-1){\frac {z^{n}}{n}}}

## Fórmula de multiplicació
Igual que la funció gamma, la funció G-Barnes també té una fórmula de multiplicació:
{\displaystyle G(nz)=K(n)n^{n^{2}z^{2}/2-nz}(2\pi )^{-{\frac {n^{2}-n}{2}}z}\prod _{i=0}^{n-1}\prod _{j=0}^{n-1}G\left(z+{\frac {i+j}{n}}\right)}
on {\displaystyle K(n)} és una constant donada per:
{\displaystyle K(n)=e^{-(n^{2}-1)\zeta ^{\prime }(-1)}\cdot n^{\frac {5}{12}}\cdot (2\pi )^{(n-1)/2}\,=\,(Ae^{-{\frac {1}{12}}})^{n^{2}-1}\cdot n^{\frac {5}{12}}\cdot (2\pi )^{(n-1)/2}.}
Aquí, {\displaystyle \zeta ^{\prime }} és la derivada de la funció zeta de Riemann, i {\displaystyle A} és la constant de Glaisher-Kinkelin.

## Expansió asimptòtica
El logaritme de G(z + 1) té la següent expansió asimptòtica, establert per Barnes:
{\displaystyle {\begin{aligned}\log G(z+1)&={\frac {1}{12}}-\log A+{\frac {z}{2}}\log 2\pi +\left({\frac {z^{2}}{2}}-{\frac {1}{12}}\right)\log z\\&\quad -{\frac {3z^{2}}{4}}+\sum _{k=1}^{N}{\frac {B_{2k+2}}{4k\left(k+1\right)z^{2k}}}~+~O\left({\frac {1}{z^{2N+2}}}\right).\end{aligned}}}
Aquí, {\displaystyle B_{k}} són els nombres de Bernoulli i {\displaystyle A} és la constant de Glaisher-Kinkelin.
Aquesta expansió és vàlida per a {\displaystyle z} en qualsevol sector que no conté l'eix real negatiu amb {\displaystyle |z|} gran.

## Relació amb la integral del logaritme de gamma
La integral logaritme-gamma pot ser avaluada en termes de la funció G-Barnes.
{\displaystyle \int _{0}^{z}\log \Gamma (x)\,dx={\frac {z(1-z)}{2}}+{\frac {z}{2}}\log 2\pi +z\log \Gamma (z)-\log G(1+z)}
La prova és una mica indirecta, i consisteix en considerar primer la diferència logarítmica de la funció gamma i de la funció G-Barnes:
{\displaystyle z\log \Gamma (z)-\log G(1+z)}
on
{\displaystyle {\frac {1}{\Gamma (z)}}=ze^{\gamma z}\prod _{k=1}^{\infty }\left\{\left(1+{\frac {z}{k}}\right)e^{-z/k}\right\}}
i {\displaystyle \,\gamma \,} és la constant d'Euler-Mascheroni.
Prenent el logaritme de les formes del producte de Weierstrass de la funció G-Barnes i de la funció gamma dona:
{\displaystyle z\log \Gamma (z)-\log G(1+z)=-z\log \left({\frac {1}{\Gamma (z)}}\right)-\log G(1+z)=}
{\displaystyle -z\left[\log z+\gamma z+\sum _{k=1}^{\infty }{\Bigg \{}\log \left(1+{\frac {z}{k}}\right)-{\frac {z}{k}}{\Bigg \}}\right]}
{\displaystyle -\left[{\frac {z}{2}}\log 2\pi -{\frac {z}{2}}-{\frac {z^{2}}{2}}-{\frac {z^{2}\gamma }{2}}+\sum _{k=1}^{\infty }{\Bigg \{}k\log \left(1+{\frac {z}{k}}\right)+{\frac {z^{2}}{2k}}-z{\Bigg \}}\right]}
Una petita simplificació i una reordenació dels termes dona l'expansió de la sèrie:
{\displaystyle \sum _{k=1}^{\infty }{\Bigg \{}(k+z)\log \left(1+{\frac {z}{k}}\right)-{\frac {z^{2}}{2k}}-z{\Bigg \}}=}
{\displaystyle -z\log z-{\frac {z}{2}}\log 2\pi +{\frac {z}{2}}+{\frac {z^{2}}{2}}-{\frac {z^{2}\gamma }{2}}-z\log \Gamma (z)+\log G(1+z)}
Finalment, prenent el logaritme de la forma del producte de Weierstrass de la funció gamma, i integrant en l'interval {\displaystyle \,[0,\,z]\,}s'obté:
{\displaystyle \int _{0}^{z}\log \Gamma (x)\,dx=-\int _{0}^{z}\log \left({\frac {1}{\Gamma (x)}}\right)\,dx=}
{\displaystyle -(z\log z-z)-{\frac {z^{2}\gamma }{2}}-\sum _{k=1}^{\infty }{\Bigg \{}(k+z)\log \left(1+{\frac {z}{k}}\right)-{\frac {z^{2}}{2k}}-z{\Bigg \}}}
Igualant les dues avaluacions es completa la demostració:
{\displaystyle \int _{0}^{z}\log \Gamma (x)\,dx={\frac {z(1-z)}{2}}+{\frac {z}{2}}\log 2\pi +z\log \Gamma (z)-\log G(1+z)\,.\,\Box }

## Relació amb la funció K
La funció G-Barnes està estretament relacionada amb la funció gamma i amb la funció K.
Per als nombres naturals n, tenim
{\displaystyle K(n)={\frac {(\Gamma (n))^{n-1}}{G(n)}}.}
Per a tot {\displaystyle z\in \mathbb {C} .} tenim
{\displaystyle K(z)\cdot G(z)=\exp \left\{(z-1)\cdot \log[\Gamma (z)]\right\},}

## Valors particulars
Per a {\displaystyle G(x)} tenims els següents valors particulars:
{\displaystyle G(1/4)=A^{-9/8}\left(\Gamma (1/4)\right)^{-3/4}e^{3/32-K/(4\pi )};}
{\displaystyle G(3/4)=A^{-9/8}\left(\Gamma (3/4)\right)^{-1/4}e^{3/32+K/(4\pi )};}
{\displaystyle G(1/2)\,=\,A^{-3/2}\pi ^{-1/4}e^{1/8}2^{1/24};}
{\displaystyle G(3/2)\,=\,A^{-3/2}\pi ^{1/4}e^{1/8}2^{1/24};}
{\displaystyle G(5/2)\,=\,A^{-3/2}\pi ^{3/4}e^{1/8}2^{-23/24};}
on {\displaystyle K} és la constant de Catalan, i {\displaystyle A} és la constant de Glaisher-Kinkelin per la qual
{\displaystyle A:=e^{1/12-\zeta '(-1)}\approx 1,2824262...}